# 11-cis-retinol dehidrogenaza
11--retinol dehidrogenaza (EC 1.1.1.315, RDH5 (gen)) je enzim sa sistematskim imenom 11-cis-retinol:NAD+ oksidoreduktaza. Ovaj enzim katalizuje sledeću hemijsku reakciju
11--retinol---[retinal-vezujući-protein] + + {\displaystyle \rightleftharpoons } 11--retinal---[retinol-vezujući-protein] + +
Ovaj enzim, izobilno prisutan u retinalnom pigmentnom epitelijumu, katalizuje redukciju 11-cis-retinola do 11-cis-retinala, dok je supstrat vezan za retinal-vezujući protein. To je presudni korak u regeneraciji 11-cis-retinala, hromofora rodopsina. Ovaj enzim takođe može da deluje na druge cis forme retinola.

## Literatura
- Nicholas C. Price; Lewis Stevens (1999). Fundamentals of Enzymology: The Cell and Molecular Biology of Catalytic Proteins (Third изд.). USA: Oxford University Press. ISBN 019850229X.
- Eric J. Toone (2006). Advances in Enzymology and Related Areas of Molecular Biology, Protein Evolution (Volume 75 изд.). Wiley-Interscience. ISBN 0471205036.
- Branden C; Tooze J. Introduction to Protein Structure. New York, NY: Garland Publishing. ISBN 0-8153-2305-0.
- Irwin H. Segel. Enzyme Kinetics: Behavior and Analysis of Rapid Equilibrium and Steady-State Enzyme Systems (Book 44 изд.). Wiley Classics Library. ISBN 0471303097.

## Spoljašnje veze
- 11-cis-retinol+dehydrogenase на 